# Pseudocadra
Pseudocadra is een geslacht van vlinders van de familie snuitmotten (Pyralidae), uit de onderfamilie Phycitinae.

## Soorten
- P. cuprotaeniella Christoph, 1881
- P. exiguella Roesler, 1965
- P. obscurella Roesler, 1965